# Русь споконвічна
«Русь споконвічна» (рос. «Русь изначальная») — радянський історико-пригодницький художній фільм 1985 року, режисера Геннадія Васильєва. Поставлено за мотивами роману радянського письменника Валентина Іванова «Русь споконвічна».

## Сюжет
532 рік. У столиці Візантії Константинополі відбувається народне повстання «Ніка» проти імператора Юстиніана Великого (527—565 рр.). Натовп невдоволених звільняє декількох засуджених до публічної страти, в числі яких виявляється вільнодумець і філософ маніхей Малх. Після придушення повстання Малха відправляють рабом на галери, де його помічає і звільняє підступний інтриган пресвітер Деметрій. За цю послугу він змушує Малха допомагати йому в місіонерській діяльності в землях антів. Малх дезертирує і приєднується до антів, знайшовши їх прості звичаї мудрими і справедливими.
Тим часом (558 рік) роздроблені племена народів-антів стають об'єктом інтриг Візантійської імперії, яка нацьковує на них трьох обрських (які в фільмі названі «хазарськими») ханів. У жорстокій війні антам вдається відбити нашестя кочівників, але після цього їх вождь Всеслав стає жертвою візантійського посла, який підступно отруїв його під час переговорів. За порадою Малха новий вождь антів Ратибор збирає військо і бере штурмом прикордонну візантійську фортецю Топер — ворота імперії, після чого Візантія укладає з ним мир.

## У ролях
- Борис Невзоров —  Всеслав
- Володимир Антоник —  Ратибор
- Анвар Кенджаєв —  Хан Суника Ермія
- Володимир Єпископосян —  Хан Еган Саола
- Мухтарбек Кантеміров —  Хан Шмуел Зарол
- Капітоліна Іллєнко —  Арсінья
- Михайло Кокшенов —  Колот
- Олена Кондулайнен —  Млава
- Арніс Ліцитіс —  Малх
- Григорій Лямпе —  Іоанн
- Михайло Свєтін —  Репартій
- Інокентій Смоктуновський —  імператор Юстиніан
- Маргарита Терехова —  імператриця Феодора
- Ігор Дмитрієв —  Трибоніан
- Євген Стеблов —  Іпатій
- Юрій Катін-Ярцев —  Прокопій Кесарійський
- Елгуджа Бурдулі —  Велізарій
- Володимир Талашко —  Деметрій
- Людмила Чурсіна —  Анея
- Олександр Яковлєв —  комес базилевса
- Віталій Яковлєв —  Дубок-Росич
- Євген Марков —  придворний Юстиніана
- Євген Герчаков —  придворний Юстиніана
- Бегалін Нартай —  епізод
- Алла Плоткина —  хазаринка
- Володимир Уан-Зо-Лі —  епізод
- Георгій Юматов —  епізод
- Дмитро Орловський —  Беляй
- Валерій Долженков —  епізод

## Знімальна група
- Режисер — Геннадій Васильєв
- Сценаристи — Геннадій Васильєв, Михайло Ворфоломєєв
- Оператор — Олександр Гарибян
- Композитор — Олексій Рибников
- Художник — Альфред Таланцев